# Berta (bướm đêm)
Berta là một chi bướm đêm thuộc họ Geometridae.

## Các loài
- Berta albiplaga Warren, 1893
- Berta annulifera Warren, 1896
- Berta anteplaga Prout, 1916
- Berta cercifera Holloway, 1996
- Berta chrysolineata Walker, [1863]
- Berta copiosa Prout, 1917
- Berta digitijuxta Holloway, 1996
- Berta hemisponsa Prout
- Berta philippina Prout, 1917
- Berta subrectistriga Prout
- Berta tridentijuxta Holloway, 1996
- Berta vaga (Walker, 1861)
- Berta zygophyxia Prout, 1912